# Tóth Sándor (zoológus)
Tóth Sándor (Debrecen, 1828. február 16. – Pest, 1862. november 22.) zoológus, orvos, főreáliskolai tanár, a Magyar Tudományos Akadémia levelező tagja (1861).

## Élete
Debrecenben folytatott gimnáziumi, filozófiai és teológiai tanulmányokat, majd iskolai rektornak ment Nagyszalontára. Ezután Pestre ment orvosnövendéknek; még mielőtt tanulmányait az egyetemen 1859-ben befejezte, állattani búvárlatokra adta magát és sikeresen működött a természettudományok terén; valamint szintén még orvostanuló korában Chyzer Kornél közreműködése mellett a budapesti rákfaunát vette vizsgálat alá (melynek eredménye a Magyar Természetbarát IV. füzetében, németül a Zeitschrift der geologisch-botanischen Gesellschaft 1858. évfolyamában jelent meg). 1859-ben a pesti helvét hitvallású gimnáziumban a természetrajz rendes tanárává nevezték ki, mely állásában két évig működött. 1861. augusztus 3-án Pest város közgyűlése a pesti IV. kerületi főreáliskolához szintén a természetrajz rendes tanárának választotta. Ugyanazon év december 20-án a Magyar Tudományos Akadémia levelező tagja lett. A Királyi Magyar Természettudományi Társulat 1862-ben az első titkári tiszttel bízta meg. Ekkor különösen a levéllábúak tanulmányozásával foglalkozott, s önszemlélés útján a magyar felföldi fürdőket ismertette az Orvosi Hetilapban, melybe számos cikket írt. A Budapesti Orvosegylet, a magyar földtani és a bécsi császári és királyi állat- és növénytani társulat tagja volt.
A 19. század második felében a magyar és nemzetközi zoológiai kutatások nagy ígérete, 33 éves korában a Magyar Tudományos Akadémia levelező tagjává választották. Korán, 34-ik évében tüdőgyulladásban meghalt, és így sokoldalú tehetségét a tudományos kutatás és a gyakorlati élet oktató-nevelő munkájában nem kamatoztathatta.
Összes munkálatait az Akadémiai Almanach 1863. évf. 255-256. old. és Szinnyei Repertóriuma III. kötet sorolja fel.

### Gyermekkora
Apja jómódú tímármester volt, aki feleségével a legteljesebb egyetértésben szigorúan nevelte fiát. Tóth Sándor a debreceni főtanodában 1835-ben kezdte iskoláit. Kitűnt tehetségével és szorgalmával. Apját 10 éves korában elvesztette. Ez, valamint anyja másodszori férjhezmenetele mély hatást gyakorolt reá. Komorrá, merengővé vált, nem tudott örülni, nem játszott, bánatát lelke elfoglaltságával igyekezett enyhíteni.
Éles eszével, szorgalmával, kitartásával már 13 éves korában messze felülmúlt a iskolatársait. Nagy hajlama volt a természet szépségeinek meglátására, az azokban való gyönyörködésre. Minden segítség nélkül anyja kertjéből olyan változatos és szép kertet alkotott, hogy azt mindenki, még a hivatásos kertészek is érdemesnek tartották a megnézésre. Később Tóth Sándor gyümölcsfa nemesítéssel is foglalkozott. Nem a kortársait, hanem az idősebbeket kedvelte, sőt baráti kötelék fűzte hozzájuk, hiszen tőlük tanulni tudott. 1845-ben mint bölcsésztan hallgató tanártól, Cséri Nagy Imrétől – akitől az ásványtant és növénytant tanulta – kapta az indítékot az ásványok és növények gyűjtésére. Több mint 100 fajból álló növénygyűjteményéért tanára meg is jutalmazta. Még nagyobb hatással volt reá Lugosi József, aki az állattan területén vezette Tóth Sándort: a madarak és rovarok gyűjtésére buzdította. 1847-ben bölcsészetet és vegytant hallgatott. Az őszi szünetben Nagybányán órákat adott a bölcsészetből, és számos rovart, növényt és 900 db ásványt gyűjtve tért haza Debrecenbe.

### 1848–49-ben
1848-ban, első éves tanulmányait befejezve, nyáron a debreceni vöröspántlikás önkéntesek között vett részt a szabadságharcban. Bátorsága, ügyessége, gyorsasága következtében csakhamar a 65-ik zászlóalj tisztje lett. Amikor Damjanich az aradi várat átadta, mint főhadnagy tette le a fegyvert. Egy véletlenül kezébe jutott komáromi útlevél mentette meg a besorolástól. A táborban mindig vele voltak növénytani és állattani kézikönyvei és francia nyelvtana. Szabad idejében nemcsak ezeket olvasta, hanem gyűjteményét is állandóan gyarapította.

### Tanulmányai
Orvosi tanulmányokat szeretett volna Pesten folytatni, de anyja megtagadta tőle a tanulmányi költségeket. Kénytelen volt Debrecenben maradni. Teológiai és jogi előadásokat hallgatott, közben diákok tanításával szerzett magának pénzt. 1850 őszén Szőke János sógorával egy kétkerekű lovaskocsin Erdély nagy részét bejárta, közben természeti és történeti nevezetességeket figyelt meg, és gyűjteményét is gyarapította. Később megfigyelései közül ismertette a Réz-hegység növényi, állati és ásványföldtani érdekességeit. Vasakarattal tört orvosi tanulmányai elérésére. 1851-ben jó jövedelmű tanítóság kínálkozott számára, ezért a teológiai tudományokkal, a görög és héber nyelvvel behatóan foglalkozott. Szabad idejében, pihenőjében a növény- és állattant művelte. Korán reggel a növénytan és állattan hallgatóival bejárta a távoli réteket, erdőket. Azután rendszeresen elment a teológiai előadásokra. Sokoldalúságára jellemző, hogy 25 éves korában a villamosságról írt pályamunkájával 50 Ft jutalmat nyert.

### Pályakezdése
1851 őszén választania kellett: vagy házi nevelő lesz 5 évig, vagy a szalontai gimnáziumban tanár. Szőke János tanácsára Szalontára ment. Szabad idejét természeti megfigyelésekre és gyűjtésekre fordította. Szalontán egy hasonló hajlamú fiatal orvossal és Balogh Péterrel – később tiszántúli szuperintendens – kötött barátságot. A közelben lakó Tisza családot is gyakran meglátogatta, és az ott nevelősködő Kovács Jánossal, aki 1860-tól Debrecenben az állattan tanára volt, szintén megismerkedett. Kötelességét pontosan teljesítette, szerencsés természetével jól alkalmazkodott azon társasághoz, amelyben élt. Szalontán így közkedveltté vált, a község nélkülözhetetlen tagjának tartották. Jó híre alapján a debreceni gimnáziumhoz hívták meg tanárnak. Jövedelme, pályája biztosítva volt.
1854 szeptemberében Pestre ment, beiratkozott orvostan-hallgatónak. Pályatársai békeszerető, jellemes, józan gondolkodású, szelíd lelkű férfiúnak ismerték meg. Örömmel látták, hogy Langer Károly professzor vezetésével milyen lankadatlan türelemmel képezte magát az állattani tudományokban.

### Tudományos munkássága
Egyik alkalommal a Váci út környéki mezőkön gyűjtés közben Tóth Sándor összetalálkozott a szintén ott gyűjtő Chyser Kornéllal, aki nála fiatalabb, de 2 évvel idősebb hallgató volt. Szoros barátság alakult köztük. Elhatározták, hogy életüket az állattannak szentelik, és a hazai, különösen a pesti kagylósrák faunát fogják tanulmányozni. Munkálkodásuk eredményéről a Természettudományi Társulat (Társulat) 1857.március 6-i szakülésén tartottak előadást, és cikkük a Magyarhoni Természetbarátban jelent meg 1861-ben. Ezután azonban Tóth és Chyser útja elvált egymástól. Eleinte tudományos felfogásuk és érdeklődésük különbözősége okozta ezt, később a társas életi súrlódások és versengések mélyítették köztük a szakadékot. Ettől kezdve Tóth önállóan dolgozott, és bár nélkülözte a baráti körben felmerült véleménycserét, a szétválás előnyére vált. Ezt bizonyítják a Társulat 1858-1862-ben tartott szaküléseinek jegyzőkönyvei. A rendkívül szorgalmas és sok reményre jogosító Tóth Sándor 4 előadást tartott a kerekes férgekről és azok bonctani viszonyairól.
Az általa gyűjtött kagylósrákok Cypris fajairól és bonctani viszonyairól, továbbá a Daphniák-ról 2-2 alkalommal adott elő. Referált Steinnek az ázalékállatkák szervezetéről írt munkájáról, GEGENBAUR alapján a növény és állat közötti határesetekről, a marseilíe-i állatkert igazgatójától kapott levél alapján arról, hogy az ottani állatkertben 1862-ben Európában először sikerült a struccok tojásait kikölteni stb. Említett kutatásainak eredményei részben a Matem. Term. tud. Közi. (1861-1862), a Verliandl. Zool.--Bot. Gesellschaft in Wien (1862) és a Term. tudom. Társulat Közleménye (1862) köteteiben jelentek meg. Romló egészsége ellenére levéllábú rákokon folytatta tanulmányait. Eredményeit a magyar orvosok és természetvizsgálók vándorgyűlésén – melyet újból feléleszteni akartak – ennek abbamaradása után az Akadémián székfoglalóként akarta felolvasni. Orvostanhallgatóként, mint akkor szokásban volt, tanítással tartotta fenn magát. Szőnyi Pál magánintézetében A természetrajzot tanította. 1859-ben befejezve egyetemi tanulmányait, a pesti evangélikus gimnáziumban volt 2 évig természetrajz-latin szakos tanár. Ezalatt 1859/60-ban letette a szigorlatokat, és orvosdoktorrá avatták.
1861 nyarán Pest város képviselő testülete a főreáliskola ugyancsak természetrajz-latin szakos tanárává választotta. Sok elfoglaltsága, tudományos kutatása mellett az orvosi folyóiratokban, elsősorban az Orvosi Hetilapban írt sok cikkel gazdagította a korabeli ismereteket. Legérdekesebbek a foszfor mérgező hatásáról, valamint a hazai fürdők egy részéről megjelent cikkei. Utóbbiakban azokat a tapasztalatait közölte, melyeket akkor szerzett, amikor Lónyay Menyhért költségén 1861-ben az észak-magyarországi részeken ásvány-, föld-, növény- és állattani kirándulásokat tett. Az MTA megbízta őt, hogy Petényi Salamon János hátrahagyott iratait Kubinyi Ferenccel együttműködve gyűjtse össze.
1861 őszén hosszú ideig feküdt súlyos tüdőgyulladásban. Eközben kapta az örvendetes hírt, hogy az MTA 1861. januári nagygyűlésén levelező taggá választották. Ezt követte a másik megtiszteltetés, hogy a Társulat 1862. január 15-i tisztújító közgyűlésén nagy szótöbbséggel első titkárrá választották. A Budapesti Kir. Orvosegyesületnek, a Magyar Földtani Társulatnak, a bécsi Zoologisch Botanischer Vereinnek volt rendes tagja. Mint a Társulat első titkára szerkesztette a Társulat „Közlönye " 1862. évi 3. kötetét, amely tulajdonképpen tudományos folyóirat volt. 

### Halála, emlékezete

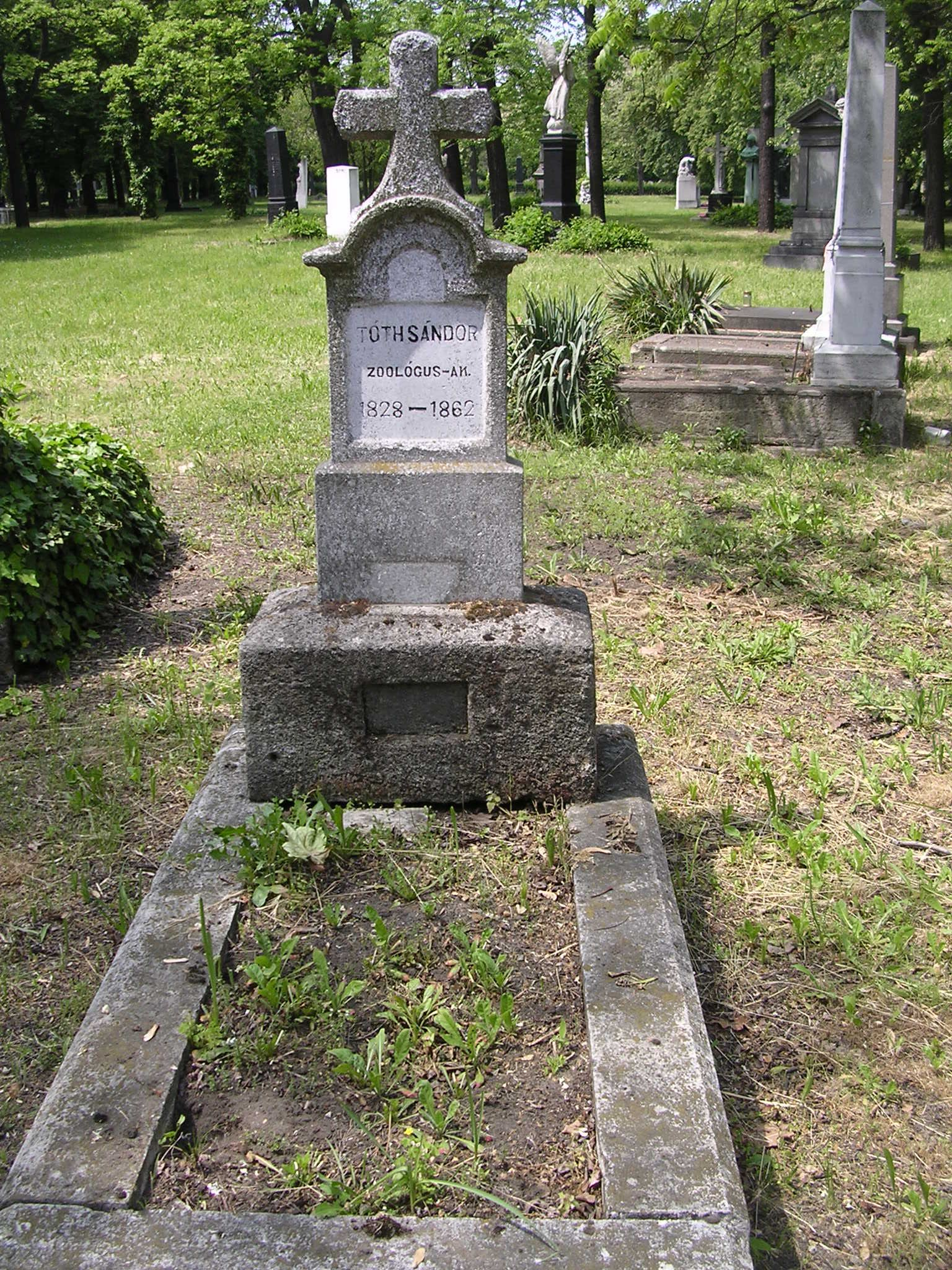
Sírja a Fiumei úti sírkertben

1862 augusztusában néhány hétre Dernára utazott, hogy az ottani, a hírlapokban is közölt földrengést tanulmányozza. Kutatásainak eredményeit az 1862. október 22-i szakülésen adta elő a helyszínen gyűjtött kénfajták, kénsavas ammóniák és kiégett tárgyak bemutatásával. Gyenge, szakadozott hangja, lankadt magatartása, bágyadtsága vésztjóslóan jelezte már a hamarosan bekövetkező véget. Még remény volt reá, hogy felépül, de „túlságos buzgalma ezen reményt végképp meghiúsította " – mondta róla Balogh Kálmán megemlékezésében. Hiába kérik barátai, a tanítással nem hagyott fel. November egyik pénteki napján a következőket mondta Balogh Kálmánnak: „Kérd meg Markusovszkyt, hogy a jövő hét szerdáján látogasson meg, de előbb nem, mert hamarább nincs időm". Még 10 napig feküdt, tüdőgümők és gümős hártyalob következtében 1862. november 22-én fejezte be eredményekben gazdag és a tudományos kutatások területén még további reményeket ígérő életét.
A Társulat 1862. november 26-i szakülésén Bugáth Pál javasolta, hogy Tóth Sándor emlékét, jegyzőkönyvben örökítsék meg, és A Társulat valamelyik tagja tartson emlékbeszédet, hogy ezáltal is ünnepeltessék". Életművére, mely nemzeti kultúránk része és amely korai halálával hirtelen megszakadt, személyiségére, töretlen kitartására emlékeznünk kell.

### Tóth Sándor zoológiai munkái
- 1. (1859): Über die an Umgebung von Budapest vorkommenden Rotatorien und Daphnien. Zeitschr. Zoologisch-Botanischer Gessellschaft.
- 2. (1861): A Buda-Pest vidékén eddig talált héjancokról. Magyarhoni Természetbarát, 4, Nyitra.(Társszerző Chyser Kornél.)
- 3. (1861): Die Rotatorien und Daphnien der Umgebung von Pest-Ofen. Math. Term.-tud. Közi. 1.,
- 4. (1861): A budapesti keréklőnyök. Rotatoria fauna budapestiensis. Math. Term.-tud. Közi., 1.,
- 5. (1862): Pest-Budá n 1861-ben talált Daphniák. Uo. 2., 10-18.
- 6. (1862): A budapesti kandics-félék (Cladocera). Uo. 2-6. (1862): A Pest-Budán újabban talált kagylósrákok és bonctani viszonyaik. Kir. Magy. Term.-tud. Társ. Közi. 3, 56-63.
- 7. (1863): Die in neuester Zeit zu Pest-Ofen gefundenen Schalenkrebse. Verhandl. Zoologisch-Botanischer Gessellschaft in Wien, 13, 47-52.
- 8. (1862): A hideg vérű állatokról. Kir. Magy. Term.-tud. Társ. Közi., 3. B)

### Tóth Sándorról megjelent cikkek
1. Balogh Kálmán: (1863): Megemlékezés Tóth Sándor dr. felett. Orvosi Hetilap, 7 (38), 761-765.
2. GOMBOCZ ENDRE: (1941): A kir. Magy. Term.-tud. Társ. története, 1841-1941. pp. 467.